# Danh sách nhà vô địch đai WWE Raw Women's

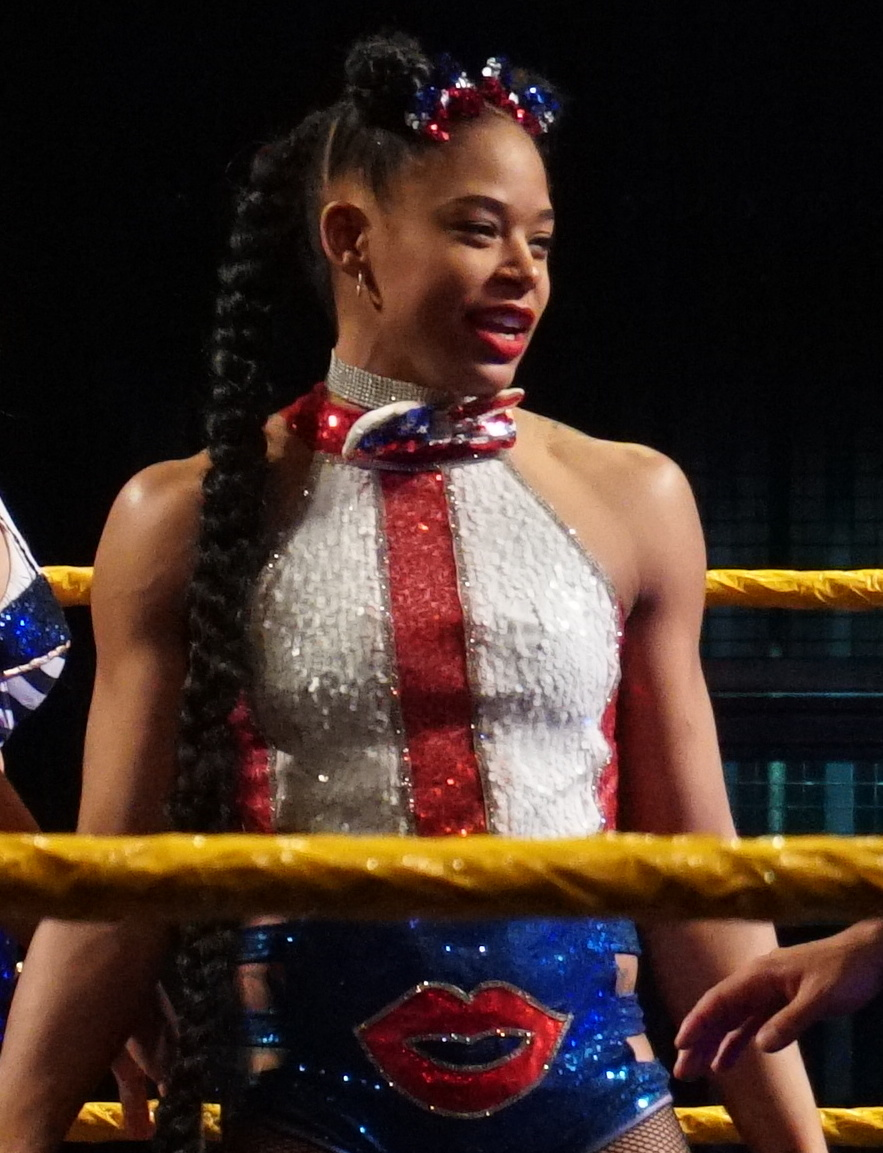
Đương kim vô địch đai là Bianca Belair.

Đai WWE Raw Women's Championship là một chức vô địch đấu vật chuyên nghiệp thế giới dành cho các đô vật nữ, được công ty đấu vật chuyên nghiệp Hoa Kỳ tạo ra và phát triển. Đai được bảo vệ trên thương hiệu Raw. Lần đầu ra mắt công chúng, đai được gọi là WWE Women's Championship vào ngày 3 tháng 4 năm 2016, tại WrestleMania 32, nhằm thay thế đai WWE Divas Championship và là chức vô địch duy nhất dành cho nữ, không liên quan đến đai WWE Women's Championship nguyên gốc. Sau WWE Draft 2016, đai trở thành độc quyền cho thương hiệu Raw, cho đến khi SmackDown cũng tạo ra đai WWE SmackDown Women's Championship dành cho đô vật nữ của họ để cân đối.
Chức vô địch được đem ra tranh đâú trong các trận đấu vật chuyên nghiệp, nhưng là theo kịch bản, đã có kết quả trước chứ không phải tranh đấu thật. Nhà vô địch đầu tiên là Charlotte Flair, sau đó được gọi đơn giản là Charlotte, giành đai tại WrestleMania 32. Nhà vô địch hiện nay là Bianca Belair, đây là lần đầu tiên cô giành đai. Cô thắng đai khi đánh bại Becky Lynch tại đêm 1 WrestleMania 38 vào ngày 2 tháng 4 năm 2022 ở Arlington, Texas.
Tính đến ngày 24 tháng 03 năm 2025, đã có 24 lần vô địch giữa 11 đô vật khác nhau. Charlotte Flair là nhà vô địch đầu tiên và lập kỷ lục sáu lần giành đai. Lần đầu tiên Becky Lynch giữ đai cũng là lần giữ đai lâu nhất, với 398 ngày; trong khi Flair giành đai lần thứ năm là lần giữ đai ngắn nhất với 1 ngày. Lynch cũng có tổng số ngày giữ đai kết hợp lâu nhất là 535 ngày (WWE công nhận 560 ngày). Asuka là nhà vô địch lớn tuổi nhất, 39 tuổi; trong khi Sasha Banks là nhà vô địch trẻ nhất, vô địch ở tuổi 24 và 181 ngày.

## Lịch sử đai

### Tên
| Tên                          | Năm                                     |
| ---------------------------- | --------------------------------------- |
| WWE Women's Championship     | 3 tháng 4 năm 2016 – 4 tháng 9 năm 2016 |
| WWE Raw Women's Championship | 5 tháng 9 năm 2016 – nay                |

### Số lần giữ đai
Tính đến ngày 24 tháng 03 năm 2025
| Lần      | Số lần giữ đai của nhà vô địch được liệt kê cụ thể |
| Địa điểm | Thành phố mà nhà vô địch giành được danh hiệu      |
| Sự kiện  | Sự kiện mà nhà vô địch giành được danh hiệu        |
| —        | Được sử dụng để chỉ chức vô địch bị bỏ trống       |
| +        | Chỉ người giữ đai hiện tại được thay đổi hàng ngày |
| <1       | Nhà vô địch giữ đai ít hơn một ngày                |

| Thứ tự | Nhà vô địch               | Lần | Ngày                 | Số ngày giữ | Số ngày được WWE công nhận | Địa điểm                   | Sự kiện                    | Ghi chú | Tham khảo |
| ------ | ------------------------- | --- | -------------------- | ----------- | -------------------------- | -------------------------- | -------------------------- | --- | --------- |
| 1      | Charlotte                 | 1   | 3 tháng 4 năm 2016   | 113         | 113                        | Arlington, Texas           | Wrestle Mania XXXII        | Đây là trận đấu 3 người, gồm Becky Lynch và Sasha Banks, để xác định nhà vô địch đầu tiên. Chức vô địch Divas WWE mà Charlotte giữ vào trước trận đấu đã bị bãi bỏ vì Chức vô địch WWE của Nữ (WWE Women's Championship). Danh hiệu trở thành độc quyền cho WWE Raw sau WWE Draft 2016. |           |
| 2      | Sasha Banks               | 1   | 25 tháng 7 năm 2016  | 27          | 27                         | Pittsburgh, Pennsylvania   | Raw                        | |           |
| 3      | Charlotte/Charlotte Flair | 2   | 21 tháng 8 năm 2016  | 43          | 43                         | Brooklyn, New York         | SummerSlam                 | Danh hiệu được đổi tên thành Raw Women's Championship vào ngày 5 tháng 9 năm 2016 sau khi SmackDown Women's Championship được tạo ra. |           |
| 4      | Sasha Banks               | 2   | 3 tháng 10 năm 2016  | 27          | 27                         | Los Angeles, California    | Raw                        | |           |
| 5      | Charlotte Flair           | 3   | 30 tháng 10 năm 2016 | 29          | 29                         | Boston, Massachusetts      | Hell in a Cell             | Đây là trận đấu Hell in a Cell dành cho nữ lần đầu tiên và lần đầu dàn sao nữ tham gia sự kiện chính của sự kiện pay-per-view WWE. Trong lần giữ đai này, tên cô đôi lúc gọi là Charlotte Flair. |           |
| 6      | Sasha Banks               | 3   | 28 tháng 11 năm 2016 | 20          | 19                         | Charlotte, Bắc Carolina    | Raw                        | Đây là trận đấu fall count anywhere. |           |
| 7      | Charlotte Flair           | 4   | 18 tháng 12 năm 2016 | 57          | 57                         | Pittsburgh, Pennsylvania   | Roadblock: End of the Line | Đây là trận đấu Iron Man kéo dài 30 phút mà Charlotte thắng 3–2 trong thời gian cho thêm. |           |
| 8      | Bayley                    | 1   | 13 tháng 2 năm 2017  | 76          | 75                         | Las Vegas, Nevada          | Raw                        | |           |
| 9      | Alexa Bliss               | 1   | 30 tháng 4 năm 2017  | 112         | 111                        | San Jose, California       | Payback                    | |           |
| 10     | Sasha Banks               | 4   | 20 tháng 8 năm 2017  | 8           | 8                          | Brooklyn, New York         | SummerSlam                 | |           |
| 11     | Alexa Bliss               | 2   | 28 tháng 8 năm 2017  | 223         | 222                        | Memphis, Tennessee         | Raw                        | |           |
| 12     | Nia Jax                   | 1   | 8 tháng 4 năm 2018   | 70          | 70                         | New Orleans, Louisiana     | WrestleMania 34            | |           |
| 13     | Alexa Bliss               | 3   | 17 tháng 6 năm 2018  | 63          | 63                         | Rosemont, Illinois         | Money in the Bank          | Đã đổi tiền trong vali Money in the Bank của cô ấy. |           |
| 14     | Ronda Rousey              | 1   | 19 tháng 8 năm 2018  | 232         | 231                        | Brooklyn, New York         | SummerSlam                 | |           |
| 15     | Becky Lynch               | 1   | 8 tháng 4 năm 2019   | 373         | 378                        | East Rutheford, New Jersey | WrestleMania 35            | Đây là trận đấu ba người người thắng có tất cả cho hai đai Raw và SmackDown Women's Champion, mặc dù liên quan đến Charlotte Flair, người giành được đai SmackDown Women's Champion. Lynch đè đếm Rousey để giành cả hai đai vô địch. WWE công nhận Lynch giữ đai đến 10 tháng 5 năm 2020 khi tập phim được phát sóng. |           |
| 16     | Asuka                     | 1   | 15 tháng 4 năm 2020  | 96          | 78                         | Stamford, Connecticut      | Raw                        | Đánh bại Carmella, Dana Brooke, Lacey Evans, Nia Jax và Shayna Baszler trong trận thang thép Money in the Bank. Vào ngày 11 tháng 5 năm 2020 trong Raw, Becky Lynch tuyên bố cô mang thai và buộc phải từ bỏ đai, và chiếc đai sẽ trở thành phần thưởng trực tiếp cho người thắng trận đấu đó, lần đầu tiên có chuyện này. Thông thường, khi thắng trận Money in the Bank, người thắng sẽ nhận được bản hợp đồng trong đó cho phép được giành các đai vô địch thế giới bất cứ lúc nào, bất cứ nơi đâu, qua việc cash-in. WWE công nhận Asuka giữ đai từ 10 tháng 5 năm 2020 (khi phát sóng trận đấu) và kết thúc vào ngày 27 tháng 7 năm 2020 (cũng phát sóng) |           |
| 17     | Sasha Banks               | 5   | 20 tháng 7 năm 2020  | 34          | 26                         | Orlando, Florida           | Raw                        | Trận đấu kết thúc bằng đè đếm, đòn khóa, luật đếm hoặc luật phạm quy, Banks thắng nhờ luật đếm. WWE công nhận Banks giữ đai vào ngày 27 tháng 7 năm 2020 (khi phát sóng trận đấu) |           |
| 18     | Asuka                     | 2   | 23 tháng 8 năm 2020  | 231         | 231                        | Orlando, Florida           | SummerSlam                 | |           |
| 19     | Rhea Ripley               | 1   | 11 tháng 4 năm 2021  | 98          | 97                         | Tampa, Florida             | Đêm 2 WrestleMania 37      | |           |
| 20     | Charlotte Flair           | 5   | 18 tháng 7 năm 2021  | 1           | 1                          | Fort Worth, Texas          | Money in the Bank          | |           |
| 21     | Nikki A.S.H.              | 1   | 19 tháng 7 năm 2021  | 33          | 33                         | Dallas, Texas              | Raw                        | Đây là trận cash-in Money in the Bank của Nikki. | [ 2 ]     |
| 22     | Charlotte Flair           | 6   | 21 tháng 8 năm 2021  | 62          | 62                         | Paradise, Nevada           | SummerSlam                 | Đánh bại Nikki A.S.H và Rhea Ripley trong trận Triple Threat. | [ 3 ]     |
| 23     | Becky Lynch               | 2   | 22 tháng 10 năm 2021 | 162         | 162                        | Wichita, Kansas            | SmackDown                  | Theo kết quả WWE Draft 2021, nhà vô địch Raw Women's lúc đó là Becky Lynch được chuyển sang Raw trong khi Charlotte Flair chuyển sang SmackDown. Để đảm bảo mỗi thương hiệu đều có chức vô địch đơn nữ, Quan chức WWE Sonya Deville đã tráo đổi hai chức vô địch. | [ 4 ]     |
| 24     | Bianca Belair             | 1   | 2 tháng 4 năm 2022   | 78+         | 78+                        | Arlington, Texas           | Đêm 1 WrestleMania 38      | | [ 5 ]     |

## Thông tin tổng

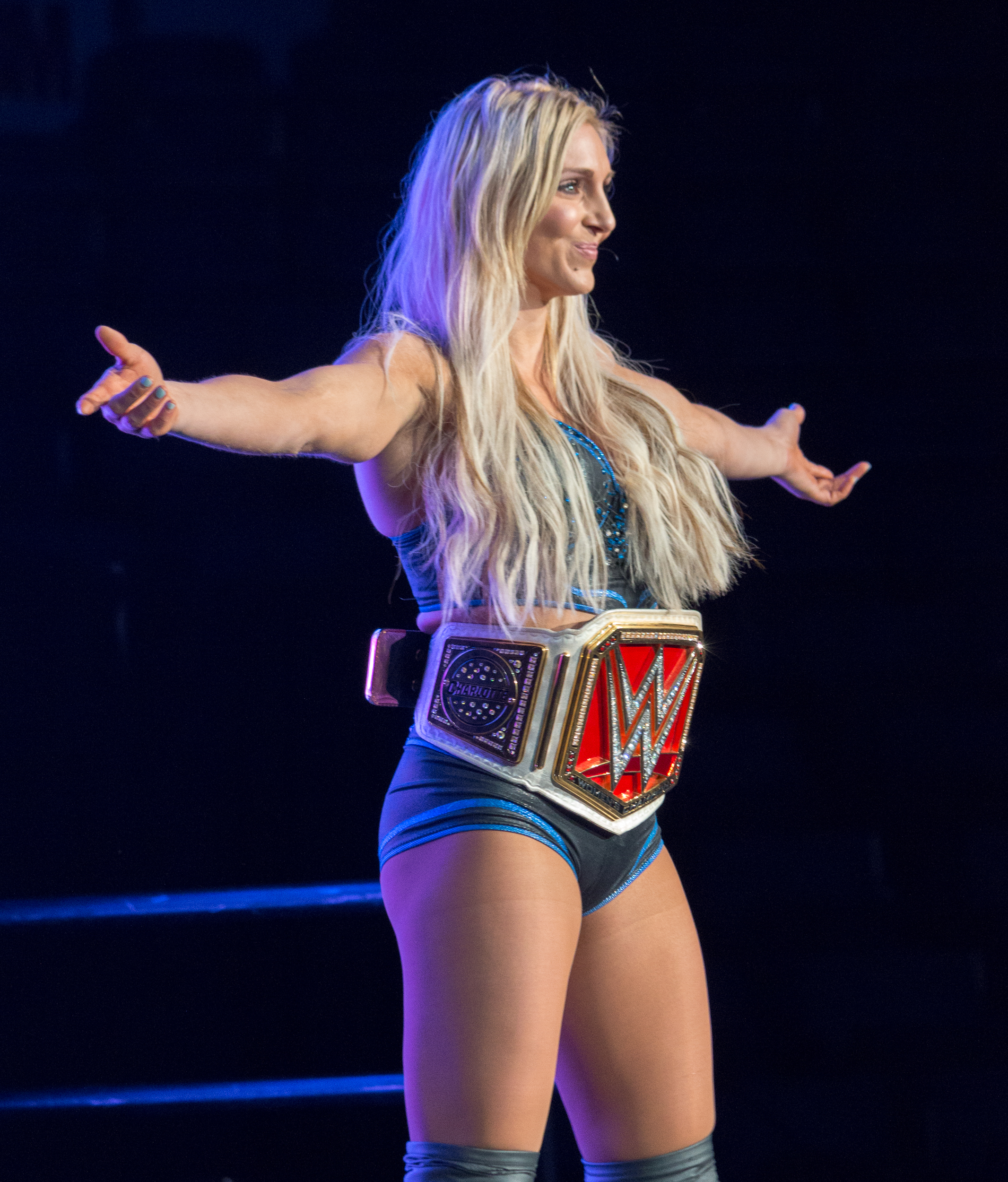
Nhà vô địch đầu tiên và lập kỷ lục sáu lần giành đai là Charlotte Flair.

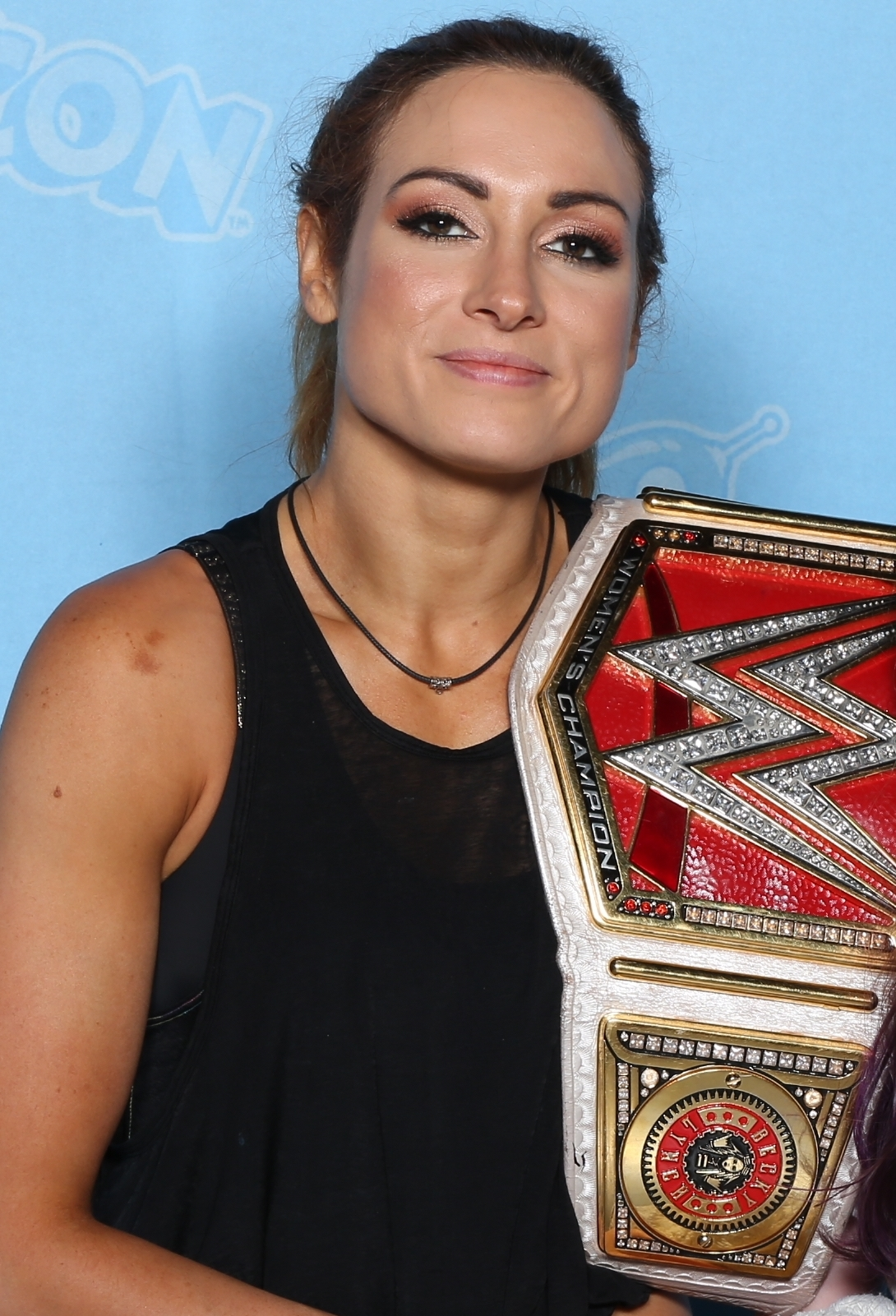
Nhà vô địch hai lần và hiện tại là Becky Lynch; cô cũng lập kỷ lục giữ đai này lâu nhất với 373 ngày (WWE công nhận 398 ngày) trong lần đầu cô giành đai, đồng thời có tổng thời gian giữ đai lâu nhất với 535 ngày (WWE công nhận 560 ngày).

Tính đến ngày 24 tháng 03 năm 2025.
| † | Nhà vô địch hiện tại |

| Hạng | Tên đô vật      | Lần | Số ngày giữ đai | Số ngày giữ đai được WWE công nhận |
| ---- | --------------- | --- | --------------- | ---------------------------------- |
| 1    | Becky Lynch     | 2   | 535             | 560                                |
| 2    | Alexa Bliss     | 3   | 398             | 396                                |
| 3    | Asuka           | 2   | 327             | 309                                |
| 4    | Charlotte Flair | 6   | 305             | 305                                |
| 5    | Ronda Rousey    | 1   | 232             | 231                                |
| 6    | Sasha Banks     | 5   | 116             | 106                                |
| 7    | Rhea Ripley     | 1   | 98              | 97                                 |
| 8    | Bianca Belair † | 1   | 78+             | 78+                                |
| 9    | Bayley          | 1   | 76              | 75                                 |
| 10   | Nia Jax         | 1   | 70              | 70                                 |
| 11   | Nikki A.S.H.    | 1   | 33              | 33                                 |